# Next Thing You Know
Next Thing You Know är en musikal skriven av duon Joshua Salzman och Ryan Cunningham.
Next Thing You Know ger en inblick i det stadium i livet då du vaknar upp en vacker dag, och istället för att vakna bakfull, så har du ett jobb att gå till. Istället för en efemär romans, så har du nu en sambo. Och istället för naiva drömmar - har du verkligheten. Theatermania beskriver musikalen som "Livet är som en bartender - det ger dig bara ett visst antal shots. Next Thing You Know är en berättelse om fyra New Yorkare som vaknar upp från deras oslagbara 20-någonting-åringar och konfronteras av vuxenlivet i en stad som aldrig sover."

## Historia och produktioner
Salzman och Cunnigham träffades först på New York University i en kurs i musikalförfattarskap, där de började på att skriva låtar som senare resulterade i deras första musikal I Love You Because.
Musikalen sattes upp i New York i juni 2011 av Collaborative Arts Project 21. Det var regisserat av Terry Berliner, scenisk design av Andy Yanni, kostym av Julia Broer, ljusdesign av Brian Tovar, ljuddesign av John Emmett O'Brien, under musikalisk ledning av Kurt Crowley. I föreställningen medverkade Lauren Molina (Waverly), Adam Kantor (Darren), Heath Calvert (Luke), och Lauren Blackman (Lisa).

## Handling
I produktionen av CAP21, följer vi Waverly, som bor på Manhattan och börjar med att bli befordrad på advokatbyrån hon jobbar på, från extraanställd till heltid samtidigt som hon jobbar som bartender på kvällstid. Som ett resultat av detta går hon miste om sin skådespelarkarriär, och tanken på att förlora den är svår att hantera. Dessutom förstår inte hennes manusförfattande pojkvän Darren varför det känns så jobbigt för henne. Hans reaktion orsakar att de gör slut med varandra, och hon inleder en romans med casanovan Luke, som jobbar i butik på samma arbetsplats där Darren har en tillfällig anställning.

## Roller
- Waverly - En kvinna i övre 20-årsåldern. Skådespelerska som jobbar extra som bartender för att ekonomin ska gå runt. Har haft svårigheter med att göra karriär som artist sedan hon kom till staden. Hon har ett okonstnärligt dagjobb som hon tycker om, och en kille som hon älskar – men när de tillsammans går igenom hur hon ska gå vidare till nästa steg i livet, blir hon livrädd. (Beltar upp till F5) [6]

- Darren - En man i övre 20-årsåldern. En lovande talang och charmig författare som drömmer om att sätta bo, medan han fullföljer sin konstnärliga strävan. En varm och genomtänkt kille, men stundvis väldigt självupptagen och distraherad. Svårigheter med att balansera livet han vill ha med kvinnan han älskar (Baryton med falsett)[6]

- Luke - En man i övre 20-årsåldern. Karistmatisk solochvårare som har allt han någonsin kunde önska sig, men har en hel del mognande framför sig.  En förvuxen tonåring  utan någon intention att varva ner och ta tag i livet – tills en kvinna tränger igenom in i hans hjärta, och han tvingas välja mellan drömmarna som kvinnotjusare och livet som äkta man. (Tenor  upp till A)[6]

## Mottagande
Catherine Rampell på New York Times sade att ensemblen var "älskvärd och underskattade", idealiska för CAP21:s blackbox riggad som en intim teater." Hon noterade också den utmärkta prestationen som Kantor gjorde i rollen som Darren, men sade att vissa låtar i musikalen var forcerade eller lättglömda. Hon sammanfattade positivt med att säga "föreställningen lyckas ändå att få ett smidigt och enkelt gensvar — speciellt från de i tjugoårsåldern som nyss flyttat till den "Stora dammen" som är 'The Big Apple'."